# Цепеліни
Цепеліни (біл. цэпеліны, лит. cepelinai або didžkukuliai) — литовська національна страва. Зроблені з тертої картоплі і зазвичай наповнені м'ясом. Іноді як начинку використовують домашній сир або гриби. Мають назву цепелін, оскільки за своєю формою нагадують дирижабль цепелін.
Довжина від 10 до 20 см, хоча розміри залежать від місцевості приготування: на заході Литви набагато більші, ніж на сході. Після приготування їх подають теплими, политими сметаною чи соусом.